# Kotamobagu
Kotamobagu är en stad i den indonesiska provinsen Sulawesi Utara. Orten fick status som "stad" 2007 och har cirka 130 000 invånare.